# دیوید گرنجر (ورزشکار)
دیوید گرنجر (انگلیسی: David Granger; ۲۶ ژانویهٔ ۱۹۰۳ – ۲۷ سپتامبر ۲۰۰۲)از برندگان مدال‌های بازی‌های المپیک زمستانی و  اهل ایالات متحده آمریکا بود.